# Tamel (São Veríssimo)
Tamel (São Veríssimo) é uma freguesia portuguesa do município de Barcelos, com 3,33 km² de área e 2915 habitantes (censo de 2021). A sua densidade populacional é 875,4 hab./km².

## Demografia
A população registada nos censos foi:
| Distribuição da População por Grupos Etários | Distribuição da População por Grupos Etários | Distribuição da População por Grupos Etários | Distribuição da População por Grupos Etários | Distribuição da População por Grupos Etários |
| -------------------------------------------- | -------------------------------------------- | -------------------------------------------- | -------------------------------------------- | -------------------------------------------- |
| Ano                                          | 0-14 Anos                                    | 15-24 Anos                                   | 25-64 Anos                                   | > 65 Anos                                    |
| 2001                                         | 590                                          | 508                                          | 1717                                         | 300                                          |
| 2011                                         | 456                                          | 401                                          | 1703                                         | 465                                          |
| 2021                                         | 323                                          | 324                                          | 1590                                         | 678                                          |

## Política

### Eleições autárquicas
| Data | %       | V       | %     | V  | %       | V       | %     | V   | %     | V    | %     | V   |         |         |
| Data | PPD/PSD | PPD/PSD | PS    | PS | APU/CDU | APU/CDU | UDP   | UDP | B.E.  | B.E. | IND   | IND | PSD-CDS | PSD-CDS |
| ---- | ------- | ------- | ----- | -- | ------- | ------- | ----- | --- | ----- | ---- | ----- | --- | ------- | ------- |
| 1976 | 48,52   | 5       | 46,11 | 4  |         |         |       |     |       |      |       |     |         |         |
| 1979 | 57,59   | 8       | 25,29 | 3  | 7,37    | 1       | 7,15  | 1   |       |      |       |     |         |         |
| 1982 | 56,80   | 8       | 24,85 | 3  | 7,38    | 1       | 8,06  | 1   |       |      |       |     |         |         |
| 1985 | 56,57   | 6       | 24,20 | 2  |         |         | 8,38  | 1   |       |      |       |     |         |         |
| 1989 | 37,55   | 4       | 50,45 | 5  | 2,38    | -       | 7,37  | -   |       |      |       |     |         |         |
| 1993 | 36,88   | 4       | 54,27 | 5  | 1,05    | -       | 4,71  | -   |       |      |       |     |         |         |
| 1997 | 39,34   | 4       | 41,89 | 4  | 1,43    | -       | 12,74 | 1   |       |      |       |     |         |         |
| 2001 | 30,13   | 3       | 55,96 | 6  | 2,93    | -       |       |     | 8,59  | -    |       |     |         |         |
| 2005 | 23,21   | 2       | 18,04 | 1  |         |         | 10,84 | 1   | 45,84 | 5    |       |     |         |         |
| 2009 | 24,03   | 2       | 16,37 | 1  | 5,30    | -       | 50,79 | 6   |       |      |       |     |         |         |
| 2013 | PSD-CDS | PSD-CDS | 26,32 | 3  | 0,86    | -       | 10,20 | 1   | 32,71 | 3    | 25,99 | 2   |         |         |
| 2017 | PSD-CDS | PSD-CDS | 26,75 | 3  | 0,90    | -       | 4,27  | -   | 32,91 | 3    | 31,49 | 3   |         |         |